# Pitide
Pitide di Priene, noto anche come Piteo (in latino Pythius; Priene, ... – dopo il 330 a.C.), è stato un architetto e scultore greco antico.

## Biografia
Piteo, nativo di Priene, visse, secondo quanto si può ricavare dalla datazione delle sue opere, tra il 400 e il 330, operando, a quanto si può dedurre, nell'Asia Minore, tra le poleis di Priene ed Alicarnasso.

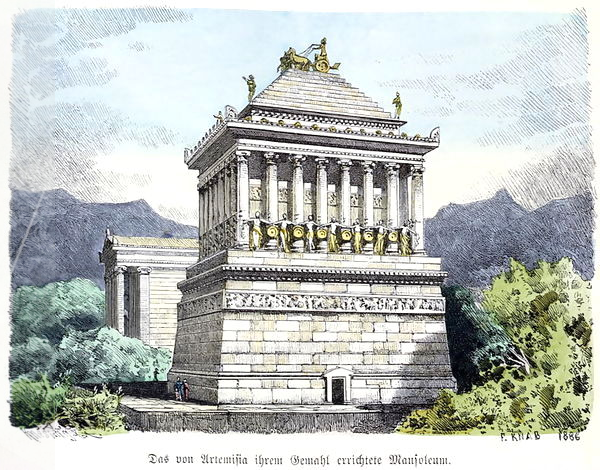
Ricostruzione del Mausoleo di Alicarnasso, l'opera più importante di Pitide

Fu, come altri artisti prima e dopo di lui in Grecia (ad esempio, Policleto e Lisippo), anche teorico. Infatti, secondo Vitruvio, svalutò l'ordine dorico, per i "difetti e incongruenze" causate dall'inconveniente della posizione dei triglifi e propose invece l'ordine ionico, con il quale costruì il tempio di Atena a Priene (circa 340 - 330 a.C.); sempre Vitruvio ne menziona, a tal proposito, due volte i Commentari, dove spiegò il sistema di proporzioni utilizzato a Priene.

## Opere
Il tempio ionico di Priene 
(P. Moreno, Pytheos, in Enciclopedia dell'Arte Antica, 1965)

Comunque, Piteo inserì l'opistodomo, fino a quel momento elemento caratteristico dell'ordine dorico, e la sua influenza fu tale che da allora in poi quasi nessun altro tempio ionico ne sarà privo. La notorietà delle soluzioni adottate a Priene fu tale che, quando in seguito all'incendio doloso del tempio di Artemide ad Efeso nel 356 a.C., i lavori di ricostruzione del nuovo tempio furono affidati all'architetto Dinocrate di Rodi, egli adottò i moduli di Piteo. 

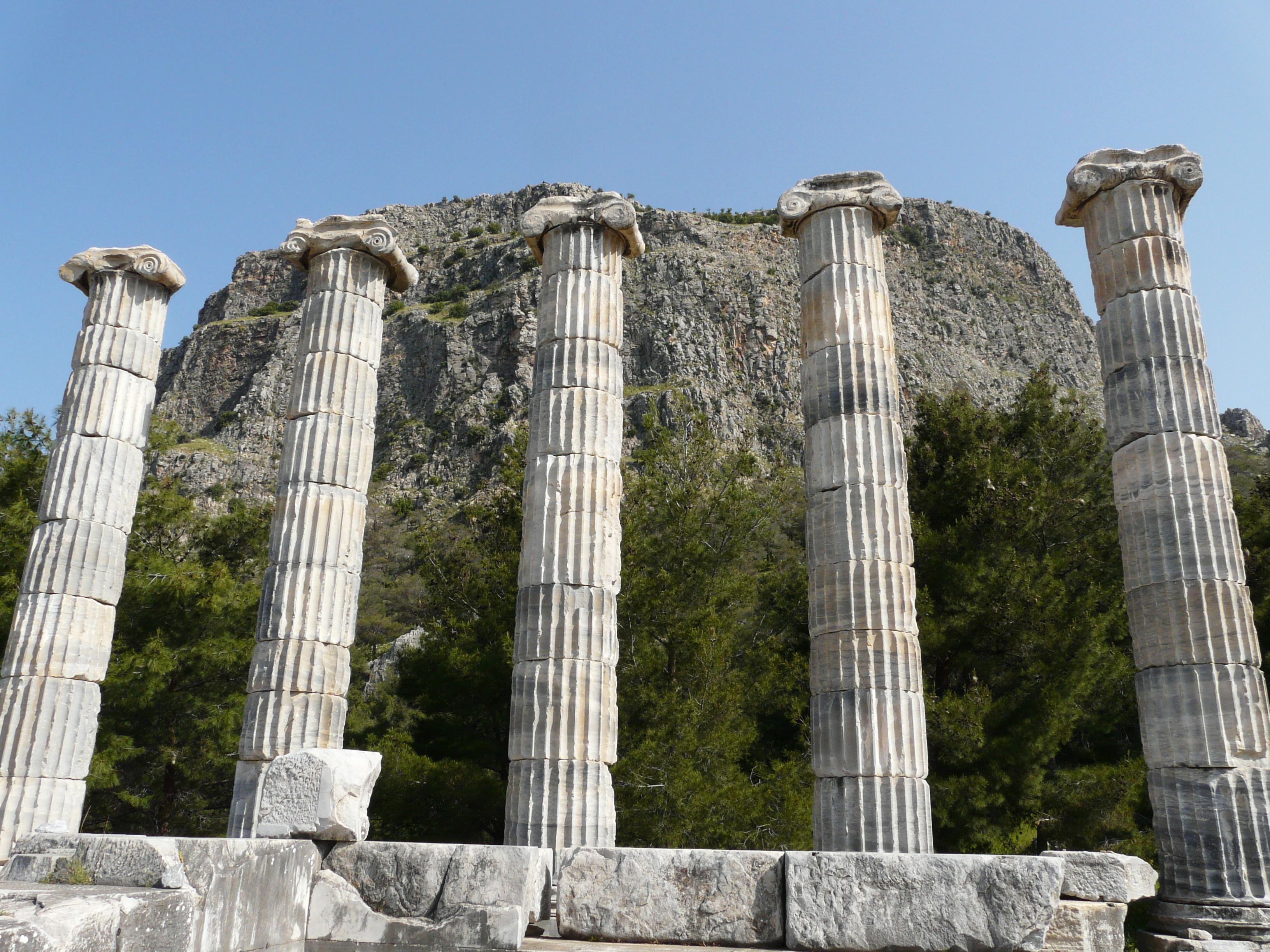
Colonne del Tempio di Atena a Priene

La sua opera più celebre, comunque, è il mausoleo di Alicarnasso, considerato una delle sette meraviglie del mondo, che realizzò con l'architetto e scultore Satiro di Paro e su cui scrisse ancora un volume. Piteo realizzò anche la grande quadriga in cima al Mausoleo di Alicarnasso, «di cui si conservano un frammento del carro, una ruota e parti di due cavalli, (che) non contraddice questa visione di Pytheos come conservatore, soprattutto a confronto con gli autori dei fregi».
A lui dobbiamo anche il piano regolatore di Alicarnasso, probabilmente quasi all'inizio del regno di Mausolo, cioè verso il 370 a.C.: la città ricevette una pianta ortogonale secondo lo schema urbanistico di tipo ippodameo. Specifici elementi architettonici, come le terrazze monumentali e l'applicazione dell'ordine ionico, si inseriscono nell'ambito dell'antica tradizione ionica e lidia.